# Geoemydidae
Geoemydidae är en familj i ordningen sköldpaddor med cirka 60 arter.
Storleken varierar mycket i familjen. Den minsta arten är spenglers bladsköldpadda med en 5 cm lång sköld och indomalajisk flodsköldpadda kan ha en 80 cm lång sköld. De flesta arterna lever i östra och sydöstra Asien. Några arter av släktet Mauremys hittas i Europa och släktet Rhinoclemmy lever i Central- och Sydamerika. Allmänt är familjens medlemmar vattenlevande men släktet Vijayachelys och några arter av Rhinoclemmy vistas huvudsakligen på land. Hos en del arter byter hannar under parningstiden kroppsfärg. Några familjemedlemmar lägger i motsats till sumpsköldpaddor ett fåtal stora ägg.

## Släkten (urval)
Släkte Chinemys, ibland inräknad i Mauremys
- Chinemys megalocephala
- Chinemys nigricans
- Chinemys reevesii

Släkte Cuora
- Cuora amboinensis
- Cuora aurocapitata
- Cuora flavomarginata
- Cuora galbinifrons
- Cuora mccordi
- Cuora pani
- Cuora trifasciata
- Cuora yunnanensis
- Cuora zhoui

Släkte Cyclemys
- Cyclemys dentata
- Cyclemys tcheponensis

Släkte Geoemyda
- Geoemyda japonica
- Geoemyda spengleri

Släkte Malayemys
- Malayemys subtrijuga
- Malayemys macrocephala

Släkte Heosemys
- Heosemys depressa
- Heosemys grandis
- Heosemys spinosa
- Tidigare arter som ursprungligen placerats här men som nu bytt släkte
  - Leucocephalon yuwonoi
  - Panayanemys leytensis eller Siebenrockiella leytensis
  - Vijayachelys silvatica

Släkte Mauremys
- Mauremys japonica
- Mauremys mutica
- Mauremys annamensis
- Kaspisk bäcksköldpadda
- Mauremys rivulata, tidigare inkluderad under M. caspica
- Iberisk bäcksköldpadda, tidigare inkluderad under M. caspica

Släkte Ocadia
- Ocadia sinensis

Släkte Orlitia
- Orlitia borneensis

Släkte Pyxidea, ofta inräknad i Cuora
- Pyxidea mouhotii

Släkte Rhinoclemmys
- Rhinoclemmys annulata
- Rhinoclemmys areolata
- Rhinoclemmys diademata
- Rhinoclemmys funerea
- Rhinoclemmys melanosterna
- Rhinoclemmys nasuta
- Rhinoclemmys pulcherrima
- Rhinoclemmys pulcherrima incisa
- Rhinoclemmys punctularia
- Rhinoclemmys rubida

Släkte Sacalia
- Sacalia bealei
- Sacalia quadriocellata
- Sacalia pseudocellata

Släkte Siebenrockiella
- Siebenrockiella crassicollis
- Siebenrockiella leytensis

Släkte Vijayachelys
- Vijayachelys silvatica